# Слон (фільм)
 «Слон» (англ. Elephant) — десятий повнометражний фільм-драма (2003) американського незалежного режисера і сценариста Ґаса Ван Сента. Прем'єра цієї порівняно малобюджетної стрічки відбулася 18 травня 2003 року на 56-му Каннському міжнародному кінофестивалі і принесла авторові «Золоту пальмову гілку», а згодом ще низку професійних кінонагород . За підсумками десятиліття французький журнал «Cahiers du cinéma» визнав «Слон» найкращим фільмом після «Малголленд Драйв».
«Слон» — другий фільм «Трилогії про смерть» Ван Сента (перший — «Джеррі» (2002), третій — «Останні дні» (2005)). У загальних рисах слідуючи подіям в школі «Колумбайн», режисер залучив як акторів учнів шкіл свого рідного Портленда. Продовжуючи «Джеррі» не лише тематично, але й художньо, «Слон» виконаний в мінімалістському стилі: використовуються довгі плани, майже відсутній музичний супровід, дуже мало діалогів.

## Сюжет
Оповідь у фільмі нелінійна. Опис сюжету дається в тому порядку, в якому події показані у фільмі.
Дія відбувається в передмістя Портленда, штат Орегон, США. Містер Мак-Фарленд (Тімоті Боттомс) на автівці везе свого сина Джона (Джон Робінсон) до школи. Джон помічає, що його батько п'яний, і вимагає, щоб він пересів на пасажирське місце і дозволив керувати Джону. Приїхавши до школи, Джон отримує догану від директора містера Льюса (Метт Меллой) за запізнення. Еліас (Еліас Макконнелл), фотограф-любитель, по дорозі до школи фотографує пару панків.
Натан (Натан Тайсон) тренується на спортивному майданчику, потім йде до школи. Там він зустрічає свою дівчину Керрі (Керрі Фінклі). Вони разом йдуть школою під руку, проходять повз Бріттані (Бріттані Маунтін), Джордана (Джордан Тейлор) і Ніколь (Ніколь Джордж), а потім зустрічаються з Джоном, що вийшов від директора. Джон потім, пройшовши по коридору, заходить у відокремлене місце, де плаче. З'являється Акадія (Алісія Майлз). Вона запитує Джона, в чому справа, цілує його в щоку, а потім вирушає на засідання Альянсу геїв і гетеросексуалів. Натан і Керрі, зробивши те, що їм було треба, знову виходять в коридор і говорять по дорозі про свої плани. Джон, зустрівшись з Еліасом і дозволивши йому сфотографувати себе, виходить зі школи, і йому назустріч йдуть Алекс (Алекс Фрост), одягнений в чорне, і Ерік (Ерік Дойлен) в кольорах хакі, обоє з великими сумками.
Потім показано уривок, як на уроці фізики однокласники (один імовірно — Натан) кидаються жованим папером в Алекса, який малює замість того, щоб слухати, і тому доводиться в туалеті відмивати плями зі своєї куртки. У їдальні Алекс замальовує в блокнот план приміщення. Цей епізод демонструє події в школі за пару днів до стрілянини.
Еліас входить до школу і йде до фотолабораторії. Мішель (Крістен Гінкс) отримує догану від викладача фізкультури за те, що перебуває на заняттях у довгих спортивних штанях, а не в шортах. Після уроку вона чує, як однокласниці обговорюють її у неї за спиною. Еліас проявляє і друкує знімки та, залишивши їх сушитися, йде з лабораторії. По дорозі він зустрічає Джона і фотографує його, а потім приходить в бібліотеку, де в цей момент знаходиться Мішель. Бріттані, Джордан і Ніколь бачать Натана і Кері, що проходять коридором. Вони йдуть в їдальню і по дорозі розпускають плітки та розмовляють про своє. Дівчата перекушують в їдальні (в цей час у вікні видно Джона, що виходить зі школи), потім прямують до туалету, де викликають у себе блювоту.
Алекс у своїй кімнаті в напівпідвалі грає на фортепіано «До Елізи» Бетховена. До нього приходить Ерік, і, поки Алекс продовжує музичить, грає на ноутбуці «шутер» з «лічильником убивств Джеррі», вбиваючи двох людей в пустелі (пряме відсилання до першого фільму трилогії). Алекс, закінчивши грати, бере у Еріка ноутбук і відкриває інтернет-магазин зброї. Наступним ранком, в той час, як Алекс і Ерік дивляться по телевізору документальний фільм про нацизм, їм привозять замовлену рушницю.
Мішель виходить з роздягальні і поспішає в бібліотеку. По дорозі туди вона пробігає повз Еліаса, який фотографує Джона. Бібліотекар дає їй завдання розставити книги на полиці. Коли Мішель на візку везе книги до стелажу, входить Еліас. Підійшовши до шафи і почавши свою роботу, вона чує звук пересмикуваного затвора і обертається.
Коли Алекс миється, Ерік підходить до душової кабіни і заходить всередину. Він говорить, що ніколи раніше не цілувався. Вони цілуються. Потім показано, як обоє одягаються — Алекс в чорне, Ерік в хакі, Алекс розгортає перед Еріком план атаки школи. Вони збираються встановити вибухівку в їдальні і спортзалі, щоб створити паніку, а потім влаштувати стрілянину. Після цього вони їдуть до школи. Перед входом Алекс і Ерік зустрічають Джона.
Вибухівка, закладена у двох місцях, не спрацьовує, і Алекс з Еріком йдуть до бібліотеки. Коли вони з'являються на порозі, Еліас фотографує їх. Відразу після цього Алекс одним пострілом вбиває Мішель, що стояла біля стелажу, і Еліаса, а потім починає стріляти в інших відвідувачів бібліотеки. Бріттані, Джордан і Ніколь чепуряться перед дзеркалами в туалеті, коли в нього входить Алекс з рушницею. Учасники Альянсу геїв і гетеросексуалів, засідання якого йшло у цей момент, починають евакуюватися через вікно. Один з учасників підстрілений — і, можливо, на смерть — при спробі вийти з аудиторії. Там же з'являється Бенні (Бенні Діксон), який допомагає врятуватися Акадії, що впала в ступор. Сам він, проте, не евакуювався, а йде назад до школи. У одному з коридорів він бачить Еріка, що наставив пістолет-кулемет на директора містера Льюса. Ерік обертається і вбиває Бені, а потім і директора.
Біля їдальні Натан і Керрі рятуються від Алекса, який з'являється в дальньому кінці коридору. Алекс йде до їдальні, де лежать декілька тіл, і там же в цей момент з'являється Ерік. Алекс запитує його про успіхи і, не дослухавши до кінця відповіді, вбиває його. Почувши шум з кухонних приміщень, Алекс прямує туди і виявляє там Натана і Керрі в морозильній камері. Алекс починає читати лічилку, переводячи дуло рушниці з одного на іншого. Фільм закінчується кадром хмарного блакитного неба.

## У ролях
| Актор            | Роль               |
| ---------------- | ------------------ |
| Алекс Фрост      | Алекс              |
| Ерік Дойлен      | Ерік               |
| Джон Робінсон    | Джон               |
| Еліас Макконнелл | Еліас              |
| Джордан Тейлор   | Джордан            |
| Керрі Фінклеа    | Керрі              |
| Ніколь Джордж    | Ніколь             |
| Бріттані Маунтін | Бріттані           |
| Алісія Майлз     | Акадія             |
| Крістен Гікс     | Мішель             |
| Бенні Діксон     | Бенні              |
| Натан Тайсон     | Натан              |
| Тімоті Боттомс   | містер Мак-Фарланд |
| Метт Міллой      | містер Льюс        |
| Елліс Е. Вільямс | викладач GSA       |

## Знімальна група
- Автор сценарію — Ґас Ван Сент
- Режисер-постановник — Ґас Ван Сент
- Продюсер — Дені Вулф
- Асоційовані продюсери — Дж. Т. Лерой, Джей Ернандез
- Виконавчі продюсери — Даян Кітон, Білл Робінсон
- Оператор — Гарріс Савідіс
- Монтаж — Ґас Ван Сент
- Артдиректор — Бенжамін Гейден
- Художник по костюмах — Марікріс Масс
- Підбір акторів — Мелі Фінн, Денні Штольц

## Історія створення

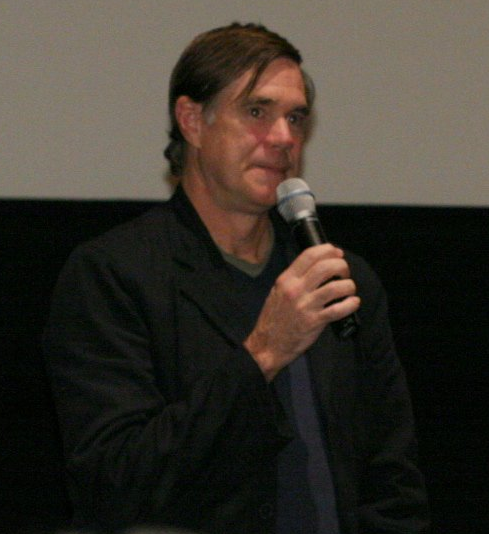
Ґас Ван Сент, режисер.

Історія «Слона» почалася з ідеї Ґаса Ван Сента створити документальний фільм по слідах подій в «Колумбайні» для телебачення. Цей задум з'явився у режисера безпосередньо після трагедії, проте йому не судилося бути втіленим. Спочатку, ще на ранніх стадіях розвитку проєкту, Ван Сенту не вдавалося знайти засоби для випуску майбутнього фільму. Акторка Даян Кітон, що працювала в цей час на телеканалі HBO, зацікавилася проєктом і допомогла йому отримати кошти від Коліна Каллендера, що очолював «HBO Films».
Гармоні Корін, що написав сценарій для спродюсованого Ван Сентом фільму «Дітки», запропонував створити щось в дусі короткометражного фільму Алана Кларка «Слон» про насильство в Північної Ірландії і навіть збирався сам написати сценарій, проте не зробив цього. Свій сценарій запропонував Джі-Ті Лерой (псевдонім письменниці Лори Альберт), але Ван Сент визнав його занадто традиційним. В результаті режисер вирішив звернутися до досвіду свого попереднього фільму — «Джеррі» (2002), коли сценарій напередодні першого дня знімання спалев сам Ван Сентом з акторами Меттом Деймоном і Кейсі Аффлеком й усі діалоги були у результаті зімпровізовані. Для «Слона» Ван Сент замість повноцінного сценарію підготував план, а також написав нарис розмови трьох подружок. Об'єм тексту склав близько двадцяти сторінок (для порівняння — сценарій першого повнометражного фільму Ван Сента «Погана ніч» займав 110 сторінок, стандартний об'єм — від 90 до 120).
На головні ролі були запрошені непрофесійні актори, учні старших класів шкіл Портленда. Персонажі фільму мають ті самі імена, що й виконавці. Ван Сент надихався досвідом італійських неореалістів, у фільмах яких непрофесійні актори грають самих себе. У «Слонові» тільки три виконавці ролей дорослих були досвідченими акторами (Тімоті Боттомс, Метт Меллой і Елліс Вільямс). Деякі з підлітків (Алекс Фрост, Джон Робінсон, Еліас Макконнелл), що зіграли в «Слонові», стали акторами і нині знімаються в кіно та на телебаченні.
Як і в «Джеррі», усі діалоги були зімпровізовані безпосередньо на знімальному майданчику. Як розповідає Ван Сент, він просто задавав виконавцям тему, на яку вони могли б говорити в реальності. Оскільки підлітки грали практично самих себе, їм не було складно правдоподібно зображувати розмову перед камерою. Режисер приводить у приклад сцену з розмовою персонажів Натана Тайсона і Керрі Фінклі, в якій йому треба було, щоб підлітки говорили про щось, що стосується їх, але незрозумілому для глядачів:
| Я просто сказав: «Розмовляйте про що ви хочете». Це, напевно, найважче завдання для будь-якого актора, але оскільки ці діти не були акторами, вони не знали, що це важко, і це було здорово. Оригінальний текст (англ.) I just said, «Talk about anything you want.» It's probably the hardest thing to do, ever, for any actor, but since these kids weren't actors, they didn't know it was hard, which was great. — Ґас Ван Сент |

«Слон» був знятий всього за сімнадцять днів. Знімання відбувалося в будівлі середньої школи Вітакер (колишній школі імені Джона Адамса) в Портленді, яка була вже закрита до моменту зйомок; у 2007-му і саму будівлю була знесено. Освітлювальні прилади не використовувалися, фільм був повністю знятий при природному освітленні.
Як музичний супровід були використані твори Бетховена «Багатель ля-мынор» («До Елізи») і «Соната для фортепіано № 14» («Місячна»). Ван Сент спочатку хотів спеціально запросити композитора для створення саундтреку, але вирішив включити до фільму композиції Бетховена, почувши, як виконавець головної ролі Алекс Фрост в один зі знімальних днів награвав на фортепіано «Місячну сонату».

## Назва
Назва фільму прямо посилає до однойменної короткометражної стрічки Алана Кларка, яка стала для Ван Сента зразком для наслідування. Оскільки Алан Кларк до 2003 року вже помер, Ван Сент звернувся до Денні Бойла, який спродюсував фільм Кларка, з питанням, чи не буде заперечень проти використання назви, на що Бойл дав згоду.
Під час роботи над фільмом Ван Сент неправильно трактував заголовок. Він розумів його як відсилання до притчі про сліпих, які намагалися обмацати слона, щоб зрозуміти, що перед ними знаходиться, і кожен помилявся, оскільки міг обмацати лише одну частину тварини. Насправді Кларк натякав заголовком на англомовну ідіому «слон у кімнаті» (англ. elephant in the room), що означає очевидну проблему, на яку ніхто не хоче звертати увагу.
У сцені в будинку Алекса можна помітити малюнок, що висить у нього на стіні, з зображенням слона. Його видно на екрані всього декілька митів.

## Реакція критики
Фільм Ван Сента отримав неоднозначний, але в цілому швидше позитивний прийом професійної критики. Числове вираження реакції критиків дається сайтом «Rotten Tomatoes». Рейтинг «Слона» на цьому сайті складає 72 %, а серед найавторитетніших критиків — 77 % (станом на початок квітня 2017 року). Це означає, що більше двох третин критиків, відгуки яких узагальнені на сайті, дали фільму позитивну оцінку. Діапазон визначень, які давали «Слонові» рецензенти, широкий — від «шедевра» і «головного фільму року» до «провалу».
Авторитетний критик Джонатан Розенбаум поставив фільм на друге місце у своїй десятці найкращих кінострічок 2003 року, а в 2004-му включив його до числа тисячі своїх найулюбленіших фільмів. У своїй мінірецензії в «Chicago Reader» він назвав фільм «Що приковує увагу і вражаючим». Позитивний відгук дає і Роджер Еберт («Chicago Sun-Times»), що виставив «Слонові» максимальну оцінку в чотири зірки. Він пише, що створення цього фільму, який порушує канони голлівудського кіновиробництва, знятого без зірок і високого бюджету, — сміливий і радикальний вчинок. Манола Дарджис з найбільшої газети західного узбережжя США «Los Angeles Times» відмічає, що рідко коли форма і зміст поєднуються так гармонійно, як у «Слонові». Пітер Треверс («Rolling Stone») у своєму помірно позитивному відгуку пише, що фільм при своїй простоті страшніший, ніж будь-що в класичному фільмі жахів «Техаська різанина бензопилою».
У негативних відгуках на «Слон» критиці піддається, переважно, ідеологічний бік фільму. Так, головною причиною критики стає відсутність у стрічці явних відповідей на питання, чому трагедія в «Колумбайні» була можливою і яка її причина. Це названо недоліком у позитивній в цілому рецензії Рут Стейн («San Francisco Chronicle»), і це стало причиною розгромного відгуку Тода Маккарті в «Variety». Він вказав на те, що у фільмі відсутній розвиток персонажів, і тому фраза Алекса перед початком стрільби («Головне — отримуй задоволення») не справила на нього враження. Визнавши, що технічна сторона стрічки заслуговує на похвалу, критик називає «Слона» невдалою спробою в пошуку нового драматичного методу для болісної теми.
| Зробити фільм про щось схоже на події в «Колумбайні» і не запропонувати припущень і пояснень — це виглядає у кращому разі безглуздо, в гіршому — безвідповідально. Оригінальний текст (англ.) To make a film about something like the Columbine student shootings incident and provide no insight or enlightenment would seem to be pointless at best and irresponsible at worst. — Тодд Маккарті |

З приводу цієї фрази з рецензії Маккарті заперечував Роджер Еберт, та їй же в інтерв'ю газеті «Guardian» заперечував сам режисер Ґас Ван Сент. В той же час Кірк Ганікатт («The Hollywood Reporter») погодився з претензіями Маккарті, назвавши «Слона» «вправою в техніці».
Інший розгромний відгук дав Чарльз Тейлор (Salon.com). Він проводить паралелі між надмірно формалістичним, на його думку, «Слоном» і експлуатаційним кіно, бо наріжним каменем усього фільму нібито є його тема («артпроєкт з приводу подій в „Колумбайні“»). Як вважає Тейлор, «Слон» створений для того, щоб повернути Ван Сенту репутацію незалежного режисера, втрачену після декількох фільмів, зроблених у Голлівуді. Критикові також здалося, що школа в «Слонові» показана хоча і не по-голлівудському, але все-таки поверхнево і ненатурально.

## Прокатна доля
Світова прем'єра «Слона» відбулася на 56-му Каннському міжнародному фестивалі 18 травня 2003 року. Окрім Каннського, фільм показали на великій кількості кінофестивалів, включаючи фестиваль в Карлових Варах, Нью-Йоркський, Роттердамський, Московський та інші.
Швейцарія 17 жовтня 2003 року стала першою країною, де «Слон» вийшов у прокат (лише італомовній частині). 22 жовтня почалися покази у Франції і франкомовній частині Швейцарії. 24 жовтня почався обмежений прокат у США. До його початку Ван Сент провів показ фільму в Портленді на користь організації «Outside, Inc»., що займається допомогою молодим безхатченкам. Протягом наступного року «Слон» показували в кінотеатрах ще багатьох країн світу.
Дистриб'ютором «Слона» на території США була компанія «Fine Line». Фільм отримав у прокаті рейтинг «R». При бюджеті приблизно в 3 мільйони доларів стрічка зібрала лише мільйон з чвертю в північноамериканському прокаті. До цього додаються значніші $8 745 067 в іншому світі. Таким чином, світові збори «Слона» склали 10 012 022 долари.

## Нагороди та номінації
Несподіванкою став успіх «Слона» на 56-му Каннському міжнародному кінофестивалі. Це була перша участь Ґаса Ван Сента в конкурсі цього престижного кінофоруму, і, проте, у змаганні за головний приз — «Золоту пальмову гілку» — «Слон» обійшов як «Доґвіль» Ларса фон Трієра, що визнавався фаворитом з-поміж критиків, так і успішні у звичайних глядачів «Таємничу ріку» Клінта Іствуда та «Навали варварів» Дені Аркана. Журі під керівництвом Патріса Шеро ухвалило рішення дати фільму відразу дві нагороди, і вручило Ван Сенту ще й Приз за найкращу режисуру.
У Сполучених Штатах кінонагороди, здебільшого, оминули «Слона». Отримавши тільки дві номінації на «Незалежний дух», фільм відзначений лише однією американської нагороди — премії Нью-йоркської спільноти кінокритиків за найкращу операторську роботу.
| Нагороди та номінації фільму «Слон» | Нагороди та номінації фільму «Слон»  | Нагороди та номінації фільму «Слон»             | Нагороди та номінації фільму «Слон» | Нагороди та номінації фільму «Слон» | Нагороди та номінації фільму «Слон» |
| Рік                                 | Кінофестиваль/кінопремія             | Категорія/нагорода                              | Номінант                            | Результат                           |                                     |
| ----------------------------------- | ------------------------------------ | ----------------------------------------------- | ----------------------------------- | ----------------------------------- | ----------------------------------- |
| 2003                                | Каннський міжнародний кінофестиваль  | Золота пальмова гілка                           | Слон                                | Перемога                            |                                     |
| 2003                                | Каннський міжнародний кінофестиваль  | Приз за найкращу режисуру                       | Ґас Ван Сент                        | Перемога                            |                                     |
| 2003                                | Каннський міжнародний кінофестиваль  | Приз Французької національної освітньої системи | Слон                                | Перемога                            |                                     |
| 2003                                | Спільнота кінокритиків Нью-Йорка     | Найкращий оператор                              | Гарріс Савідіс                      | Перемога                            |                                     |
| 2003                                | Village Voice Film Poll              | Найкращий фільм                                 | Слон                                | 2-е місце                           |                                     |
| 2003                                | Village Voice Film Poll              | Найкращий режисер                               | Ґас Ван Сент                        | Перемога                            |                                     |
| 2003                                | Village Voice Film Poll              | Найкращий оператор                              | Гарріс Савідіс                      | Перемога                            |                                     |
| 2004                                | Премія «Сезар»                       | Найкращий фільм іноземною мовою                 | Слон                                | Номінація                           |                                     |
| 2004                                | Синдикат французьких кінокритиків    | Приз за найкращий іноземний фільм               | Слон                                | Перемога                            |                                     |
| 2004                                | Національна спілка кінокритиків США  | Найкращий оператор                              | Гарріс Савідіс                      | 3-є місце                           |                                     |
| 2004                                | Асоціація кінокритиків Лос-Анджелеса | Найкращий оператор                              | Гарріс Савідіс                      | 2-е місце                           |                                     |
| 2005                                | Премія Боділ                         | Найкращий американський фільм                   | Слон                                | Номінація                           |                                     |

## Художня цінність
«Слон», який починався як документальний проєкт, відрізняється особливою стилістикою, яку Джей Гоберман з «Village Voice» назвав «комбінацією естетизму і документальності», а Карло Каванья порівняв із стилем cinéma vérité. Фільм невеликий за обсягом (81 хвилина), в ньому мало діалогів, практично немає закадрової музики. У «Слонові» активно використовуються довгі кадри, зняті без монтажних склеювань, в яких камера довго йде за яким-небудь персонажем або декількома персонажами. Щонайдовший кадр у фільмі триває 5 хвилин 19 секунд (сцена з трьома дівчатами). Ці наддовгі плани нагадують манеру Андрія Тарковського і Бели Тарра, в той же час вони перегукуються з прольотами камери коридорами готелю «Оверлук» в «Сяйві» Стенлі Кубрика (як і в Кубрика, довге слідування камери за одним об'єктом посилює напругу). Андрій Плахов у цьому ж сенсі згадує «Російський ковчег» Олександра Сокурова — фільм тривалістю більш ніж у півтори години, знятий одним кадром. Ван Сент на прес-конференції в Каннах підтвердив, що роботи Тарра, Тарковського і Сокурова, а також Міклоша Янчо вплинули на візуальне рішення «Слона».
Стиль знімання у «Слонові» заслужив на високі оцінки критиків. Усунутість камери від того, що відбувається, дозволила їм згадати як документальне кіно, так і фільми жахів, а уявна випадковість її переміщень нагадала школяра, що тиняється без діла по коридорах. Довгі плани були названі такими, що «приковують увагу» і навіть «гіпнотичними». Робота оператора Гарріса Савідеса здобула похвальні відгуки. За словами оглядача газети «New York Times» Елвіса Мітчелла, вона не віртуозна, але це робота майстра, яка і не має бути ефектною.
Візуальне рішення стрічки також характеризується відмовою від використання освітлювальних приладів на користь природного освітлення — тут прикладом для режисера був Стенлі Кубрик, що поступив так само при зніманні «Механічного апельсина». Співвідношення сторін екрану 1,33:1, теж незвичайне для сучасного кінематографу, знову-таки може відбивати вплив стилю Кубрика. Згідно Ван Сенту, для нього і Гарріса Савідеса мав значення той факт, що 1,33:1 — це стандартний формат для телебачення і знятих на 16-міліметрову плівку фільмів, які демонструють в американських школах.
Деякі оглядачі особливо відмітили вклад звукорежисера Леслі Шатца, робота якого збільшує відчуття реалістичності. Поєднанням тиші, посилених зовнішніх шумів і рідкісних музичних фрагментів йому іноді вдається добитися заворожливого ефекту і викликати у глядача томливе почуття страху. Веслі Морріс («Boston Globe») також був захоплений вибором музики: Бетховен використаний для зміцнення в глядачеві тривожного почуття

Зустріч Джона і Еліаса в коридорі, показана у фільмі три рази: з точки зору Джона, Еліаса і Мішель, що біжить повз.

Незвичайна структура оповіді «Слона». Камера по черзі йде за різними школярами, показуючи їх дії протягом приблизно двадцяти хвилин, що передували початку стрілянини. Шляхи персонажів періодично перетинаються, і деякі моменти повторюються у фільмі з різних точок зору. Ван Сент вказував джерелом впливу в цьому випадку фільм Бели Тарра «Сатанинське танго». Крім того, в інтерв'ю режисер згадував «Рашьомон» Акіри Куросави, де персонажі послідовно викладають свою версію того, як відбулася одна і та ж подія. Спочатку передбачалося, що в «Слонові» уся історія буде показана з різних перспектив, але на стадії монтажу Ван Сент вирішив привести структуру фільму до того вигляду, в якому вона існує.
Пітер Треверс вважає, що Ван Сент, що будує фільм на спостереженні над своїми персонажами, постійним поверненням до одних і тих же епізодів закликає «не просто дивитися, а приглядатися». В той же час Пітер Рейнер («New York Magazine») вважає використання цього прийому невиправданим, стверджуючи, що це приклад «дешевого артхаусного трюка».
Попри відсутність серед головних виконавців професіоналів, деякі критики високо оцінили рівень акторської гри в «Слонові». Згадуючи колишні фільми Ван Сента, Рут Стейн відмічає вміння режисера працювати з молодими акторами. Критика особливо вразили Алекс Фрост та Ерік Дойлен, виконавці ролей вбивць. Як пише Ерік Гаррісон («Houston Chronicle»), Ван Сенту вдалося те, що не виходить у більшості режисерів, які запрошують зніматися непрофесіоналів, — добитися за допомогою цього кроку правдоподібності. Глядачі фільму бачать на екрані підлітків, схожих на тих, кого знають в житті. Завдяки тому, що актори знімалися під власними іменами, у глядачів зміцнюється відчуття, що підлітки грають самих себе.

## Теми

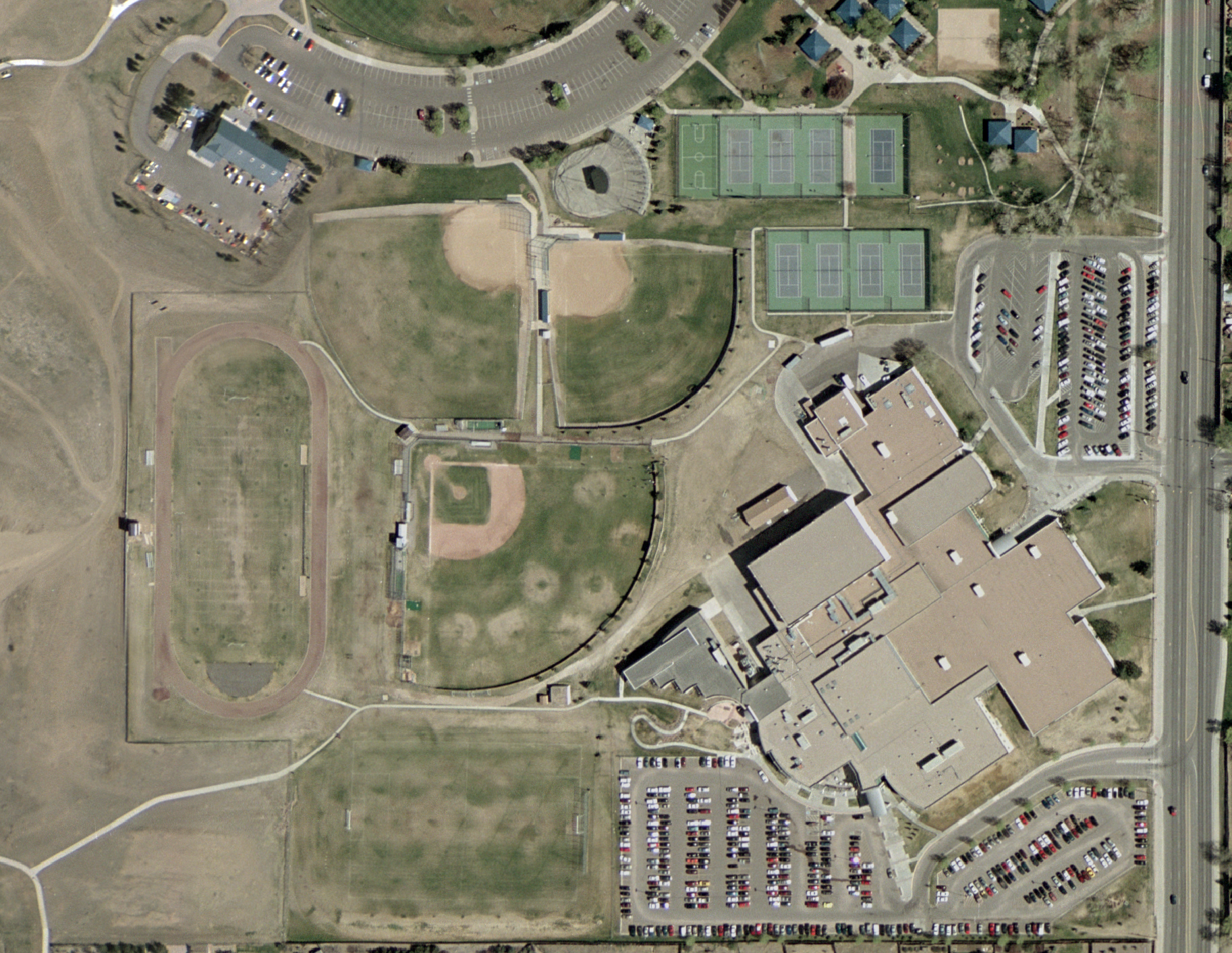
Школа «Колумбайн»

«Слон» — не перший фільм, знятий по слідах трагічних подій у школі «Колумбайн». Роком раніше на тому ж Каннському кінофестивалі була представлена документальна стрічка Майкла Мура «Боулінг для Колумбіни». Масове вбивство в «Колумбайні» стало приводом для створення цього фільму, присвяченого проблемі вільного володіння зброєю в Сполучених Штатах. Ґас Ван Сент говорив у інтерв'ю, що дивився фільм Мура і що є прихильником цього документаліста, але, проте, він представляє абсолютно інший підхід до події.
Якщо Майкл Мур досліджує причини цього акту насильства (та інших подібних до нього) і кінець кінцем пропонує свою інтерпретацію, то Ван Сент поступає навпаки: він не намагається дати свою відповідь на питання про мотиви вбивць. Його фільм, на відміну від «Боулінгу для Колумбіни», не про зброю, не про соціальні або політичні проблеми, це «поетичний фільм-катастрофа» або, як висловився сам режисер, «поема про важкий вік».
Авторської інтерпретації причин події у фільмі немає, хоча глядачеві пропонується набір можливих причин, які часто пов'язують з подібними подіями: вбивці Алекс і Ерік грають в якусь жорстоку відеогру, дивляться по телевізору документальний фільм про Адольфа Гітлера, на стіні будинку Алекса можна помітити плакат з Меріліном Менсоном. Усі ці чинники згадувалися у зв'язку з трагедією в «Колумбайні»: воно сталося 20 квітня (день народження Гітлера); вбивці Ерік Гарріс і Дилан Кліболд були любителями «Doom» і «Wolfenstein 3D» та прихильниками «Rammstein» і Менсона. Ван Сент стверджував, що в нього є припущення щодо того, що могло стати причиною трагедії в «Колумбайні», але поділитися ними з глядачем не входило в його завдання. Він надає глядачеві самому робити спостереження і самостійно відповісти на це питання.
| Сучасне кіно набуває форми проповіді. Ви не думаєте, а тільки отримуєте інформацію. Цей фільм — не проповідь. Сенс цього фільму не диктується вам режисером. Треба сподіватися, що інтерпретацій стільки ж, скільки і глядачів. Оригінальний текст (англ.) Modern-day cinema takes the form of a sermon. You don't get to think, you only get to receive information. This film is not a sermon. The point of the film is not being delivered to you from the voice of the film-maker. Hopefully, there are as many interpretations as there are viewers. — Ґас Ван Сент |

Один з довгих планів, в яких камера йде за спиною когось із персонажів (в цьому випадку Джона), на думку критика Маноли Дарджис — метафора життя.

З режисером згідна Даян Кітон, виконавчий продюсер. Вона сама звернула увагу на роз'єднаність підлітків та їх батьків, але визнає, що у кожного глядача може бути своя інтерпретація.
Різні оглядачі, дійсно, трактують фільм по-різному. Деякі з них відштовхуються від назви, і відповідно до нього трактують завдання фільму, як заклик звернути увагу на проблему. Близька до цього думка Джонатана Розенбаума, згідно з яким Ван Сент задається питанням, чому ніхто не помітив наближення трагедії. Існує думка, що фільм містить у собі сильний індуїстський підтекст.
Режисер хотів показати, насамперед, живих людей. Манола Дарджис вважає, що, як і в «Джеррі», безперервний рух камери, що йде за спинами персонажів, — метафора життя. Камера милується красою молодих людей, які переміщаються по школі і живуть своїм життям, не знаючи, що воно обірветься саме цього дня. Осінній шкільний день показаний абсолютно звичайним і рядовим, і самі персонажі є стереотипами — спортсмен зі своєю подружкою, фотограф-аматор, соромлива дівчина тощо. Таким чином, одна з тем стрічки (у формулюванні Джея Гобермана) — буття і прийдешнє небуття, наближення якого неможливо передбачити.
Деяку увагу привернув епізод з поцілунками в душі. Не дивлячись на те, що багато робіт відкритого гея Ван Сента зачіпають тему гомосексуальності, Манола Дарджис закликає не трактувати цей епізод як вказівку на гомосексуальну орієнтацію персонажів. Цей поцілунок, швидше, вказує на ізоляцію і неприкаяність підлітків.

## Місце в творчості Ґаса Ван Сента
Так звана «Трилогія про смерть» Ван Сента, частиною якої є «Слон», була почата фільмом «Джеррі» (2002) і продовжена «Останніми днями» (2005).. Трилогія об'єднана загальною художньою манерою. В усіх трьох фільмах є присутніми довгі плани, в яких камера йде за одним або декількома персонажами, використовується мінімалістська музика. В «Останніх днях», як і в «Слонові», оповідь побудована нелінійно, і лінії різних персонажів перетинаються.
Ці три фільми об'єднані не лише використаними художніми прийомами. Усі вони присвячені темі смерті (у «Слонові» — смерті в результаті невмотивованого насильства), й усі базуються на реальних подіях, які широко висвітлювалися, але причини яких невідомі (у випадку «Слона» — на масовому вбивстві в школі «Коломбайн»; самогубство двох його виконавців практично унеможливлювало встановлення точних мотивів).
Оскільки «Слон» вийшов безпосередньо після «Джеррі», два фільми не уникнули порівняння один з одним. «Слон», в якому більше персонажів і діалогів, був названий «менш пуристичною версією „Джеррі“». Викликало увагу те, що після декількох зроблених в Голлівуді фільмів («Розумник Вілл Гантінґ» (1997); «Психо» (1998), покадровий римейк знаменитого фільму Гічкока; «Знайти Форрестера» (2000)) Ван Сент знову повернувся до незалежного кіно. Не дивлячись на те, що це сталося ще в «Джеррі», «Слон» став набагато помітнішою кіноподією, і саме цей фільм дав привід Чарльзу Тейлору звинуватити режисера в тому, що він за допомогою нової стрічки намагається повернути собі репутація незалежного режисера. Сам Ван Сент з приводу «Слона» і «Джеррі» говорить, що віддає перевагу незалежному виробництву над роботою на великих студіях.